# فوفتشانسك
فولتشانسك (Вовчанськ) هي مدينة في مقاطعة خاركوف في أوكرانيا.
يبلغ عدد سكانها حوالي 19266 نسمة.

## أعلام
- فيكتور بوديانيسكي